# Tennis alla XXX Universiade
Il torneo di tennis della XXX Universiade si è svolto al Circolo Tennis e Lungomare di Napoli dal 5 al 13 luglio 2019.

## Podi
| Evento                         | Oro             | Argento                        | Bronzo               |
| Singolare maschile (dettagli)  | Chun-Hsin Tseng | Khumoyun Sultanov              | Vladyslav Orlov      |
| Singolare femminile (dettagli) | Naho Sato       | Emily Frances Alice Arbuthnott | Helen Abigail Altick |
| Doppio maschile (dettagli)     | Uzbekistan      | Corea del Sud                  | Cina                 |
| Doppio maschile (dettagli)     | Uzbekistan      | Corea del Sud                  | Giappone             |
| Doppio femminile (dettagli)    | Cina            | Taipei Cinese                  | Giappone             |
| Doppio femminile (dettagli)    | Cina            | Taipei Cinese                  | Hong Kong            |
| Doppio misto (dettagli)        | Russia          | Rep. Ceca                      | Cina                 |
| Doppio misto (dettagli)        | Russia          | Rep. Ceca                      | Francia              |

## Medagliere

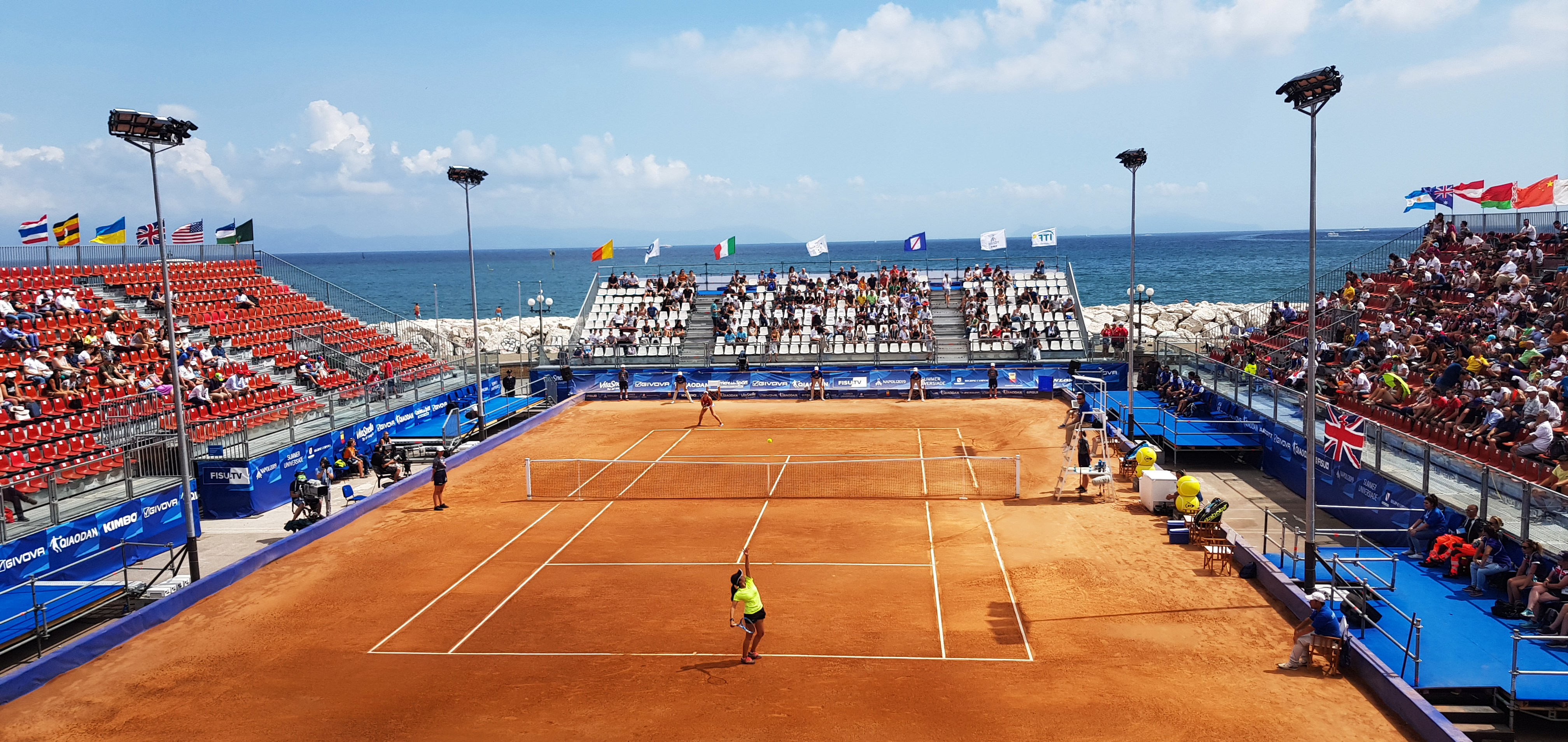
Il campo principale del torneo di tennis

| Pos.   | Paese         |   |   |    | Totale |
| ------ | ------------- | - | - | -- | ------ |
| 1      | Uzbekistan    | 2 | 1 | 0  | 3      |
| 2      | Giappone      | 2 | 0 | 2  | 4      |
| 2      | Cina          | 2 | 0 | 2  | 4      |
| 4      | Russia        | 1 | 1 | 2  | 4      |
| 5      | Taipei Cinese | 1 | 1 | 1  | 3      |
| 6      | Corea del Sud | 0 | 1 | 0  | 1      |
| 6      | Regno Unito   | 0 | 1 | 0  | 1      |
| 6      | Rep. Ceca     | 0 | 1 | 0  | 1      |
| 9      | Hong Kong     | 0 | 0 | 2  | 2      |
| 9      | Francia       | 0 | 0 | 2  | 2      |
| 11     | Thailandia    | 0 | 0 | 1  | 1      |
| Totale | Totale        | 8 | 6 | 12 | 26     |